# Mycale digitata
Mycale digitata är en svampdjursart som beskrevs av Patricia R. Bergquist och Tizard 1967. Mycale digitata ingår i släktet Mycale och familjen Mycalidae. Inga underarter finns listade i Catalogue of Life.